# Ahornöd
Ahornöd ist ein Dorf und Ortsteil der Stadt Freyung im Landkreis Freyung-Grafenau in Bayern.
Westlich vom Dorf fließt der Reschbach und südlich der Saußbach.
Am nördlichen und östlichen Ortsrand verläuft die B 533 und am südlichen Ortsrand die B 12.

## Geschichte
Ahornöd wurde am 1. April 1954 in die neue Kreisstadt Freyung eingegliedert.

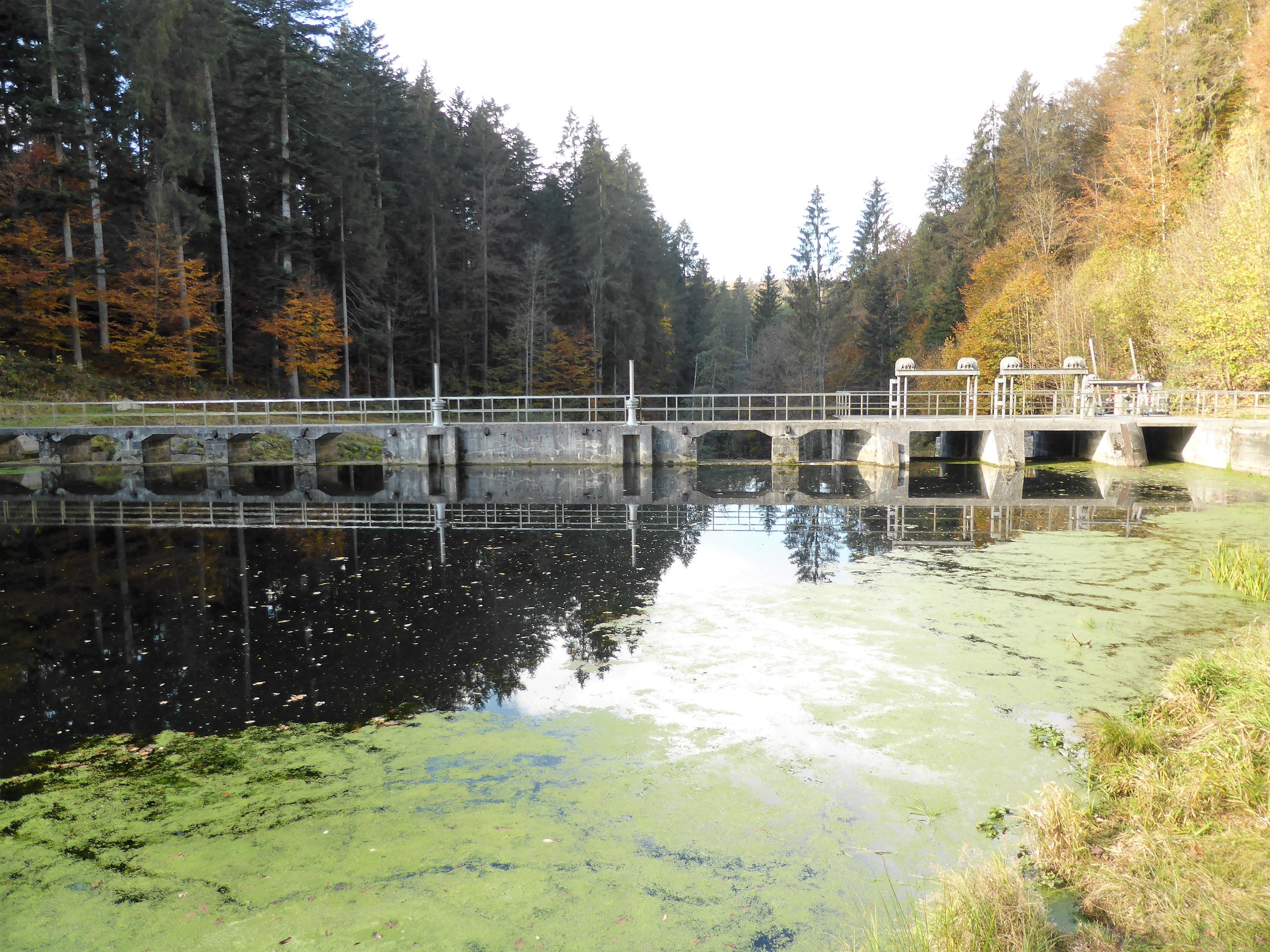
Der Saußbach-Stausee in Ahornöd

## Sehenswürdigkeiten
1999 wurde eine 30 m breite Schrägseilbrücke aus Holz als Überführung über die B 533 gebaut, damit die Soldaten der Kaserne in Freyung auf dem Weg zum Truppenübungsplatz nicht mehr die B 533 überqueren müssen.
In der Liste der Baudenkmäler in Freyung sind für Ahornöd vier Baudenkmäler aufgeführt.